# Oecomys bicolor
Souris arboricole bicolore
Espèce
Statut de conservation UICN

 LC  : Préoccupation mineure
Répartition géographique
Oecomys bicolor, qui a pour nom commun Souris arboricole bicolore, est une espèce sud-américaine de rongeurs de la famille des Cricetidae.

## Description
L'espèce a une longueur de corps (tête et torse) de 9 à 12 cm, une longueur de queue de 10,5 à 14 cm et un poids de 24 à 42 g. Les pattes postérieures mesurent environ 2,3 cm et les oreilles mesurent 1,3 à 1,7 cm de large.
Sur le dos et les côtés du corps, le pelage est brun orangé, brun rougeâtre ou brun cannelle avec des points noirs sur le haut du dos. Il y a une bordure claire sur le ventre entièrement blanc. La tête est caractérisée par des moustaches longues et épaisses et de petites oreilles brunes. La queue sombre de l'animal a une touffe de poils plus longs à la fin.

## Répartition
Ce rongeur a une large distribution dans le biome amazonien, il est présent du nord de l'Amérique au sud à l'est des Andes : au Panama, au nord-ouest du Brésil, au nord de la Bolivie, à l'est du Pérou, à l'est de l'Équateur, à l'est de la Colombie et dans une grande partie du Venezuela, de Guyana, du Suriname et de la Guyane,,. Des populations isolées se trouvent dans le nord de la Colombie et au Panama. L'espèce vit généralement dans les basses terres et dans les zones vallonnées à moins de 700 mètres d'altitude. L'habitat est constitué de forêts sèches et humides.

## Comportement
Cette espèce est arboricole. 

### Alimentation
Oecomys bicolor mange des fruits non mûrs de Cecropia obtusa (sv), Cecropia sciadophylla (sv) et Solanum rugosum (sv) pour leurs graines.

### Reproduction
La reproduction a sans doute lieu pendant la saison sèche, sinon la toute l'année.
Un couple ou une famille partage le nid construit dans les arbres. Oecomys bicolor cherche aussi une protection dans les bâtiments. Les femelles donnent naissance à une moyenne de 4,5 petits par portée, qui atteignent la maturité sexuelle trois mois après la naissance.

## Parasitologie
Oecomys bicolor est parasité par Ixodes luciae (sv).
Le rongeur est porteur de Mammarenavirus.